# Livan Automotive
Livan Automotive є спільним підприємством Lifan Group і Geely Qizheng, що належить Zhejiang Geely Holding (ZGH). Бренд був заснований у 2022 році після злиття компаній Maple і Lifan Technology, що належать Geely.
У Китаї Livan націлився на ринок електромобілів із заміною батарей. Спільне підприємство виробляє електромобілі на існуючих платформах Geely під брендами Livan і Maple. На експортних ринках, таких як Росія, Livan став бюджетним брендом Geely.
24 січня 2022 року, після того як Lifan Group була придбана ZGH,  Geely реконсолідувала та об’єднала свою попередню дочірню компанію Maple Automobile Co., Ltd. у бренд Livan. Цей крок призвів до того, що Maple покинув ринок як незалежний бренд і став назвою моделі під брендом Livan. 

## Історія
Спочатку бренд Shanghai Maple (SMA, Shanghai Maple Automobiles) був заснований у 2000 році, виробляючи автомобілі під брендом Huapu (Maple).  Перший автомобіль Shanghai Maple був виготовлений влітку 2003 року на базі Citroën ZX 1990-х років.  Geely придбала стратегічну частку в Shanghai Maple у 2002 році, а в 2008 році Shanghai Maple була повністю консолідована в Geely як їх бюджетний бренд, перш ніж він був припинений у 2010 році на користь бюджетного бренду Englon.
У березні 2013 року Geely і Kandi Technologies створили спільне підприємство Zhejiang Kandi Electric Vehicles Investment, яке займається дослідженнями та розробкою, виробництвом, маркетингом і продажем електромобілів у материковому Китаї.  У результаті цього партнерства бренд Maple було відроджено в 2020 році. Відроджений бренд Maple почав випуск серії доступних електромобілів на базі існуючих бензинових автомобілів Geely, починаючи з Maple 30X, заснованого на Geely Vision X3. 
У березні 2021 року Kandi Technologies вийшла зі своєї частки, передавши свої 22% акцій Geely.  У 2022 році Geely запустила спільне підприємство Lifan і Maple під назвою Livan (Ruilan, 睿蓝). Geely оголосила про запуск Maple Leaf 60S, першого автомобіля Geely зі змінним акумулятором під брендом Livan, виробленого спільно з Lifan на базі Geely Emgrand GL.  На початку 2022 року бренд Maple був складений у новий бренд Livan, ставши назвою моделі, що використовується в застарілих дизайнах.
Під час бренду Livan, який був запущений пізніше в червні 2022 року, було анонсовано абсолютно нову модель, електричний фастбек-кросовер Livan 7, а через кілька днів на автосалоні в Чунціні 2022 року було показано електричний середньорозмірний позашляховик Livan 9 вперше розроблений на базі Geely Haoyue.
У лютому 2024 року Geely Automobile Holdings продала свої 45% акцій Livan Automotive Geely Qizheng, ще одній компанії, що входить до Zhejiang Geely Holding. На даний момент Geely Qizheng і Lifan Automobile володіють 45% і 55% Livan відповідно, обидва є дочірніми компаніями Geely Group і все ще залишаються в Geely Group.

## Актуальні моделі
- Livan Maple 30X / X3 Pro (2020–по теперішній час)
- Livan Maple 80V (2020–теперішній час)
- Livan Maple 60S (2021–теперішній час)

- Livan 9 (2022–дотепер)
- Livan 7 (2022–по теперішній час)
- Livan S6 Pro (2023–теперішній час, лише на експорт),

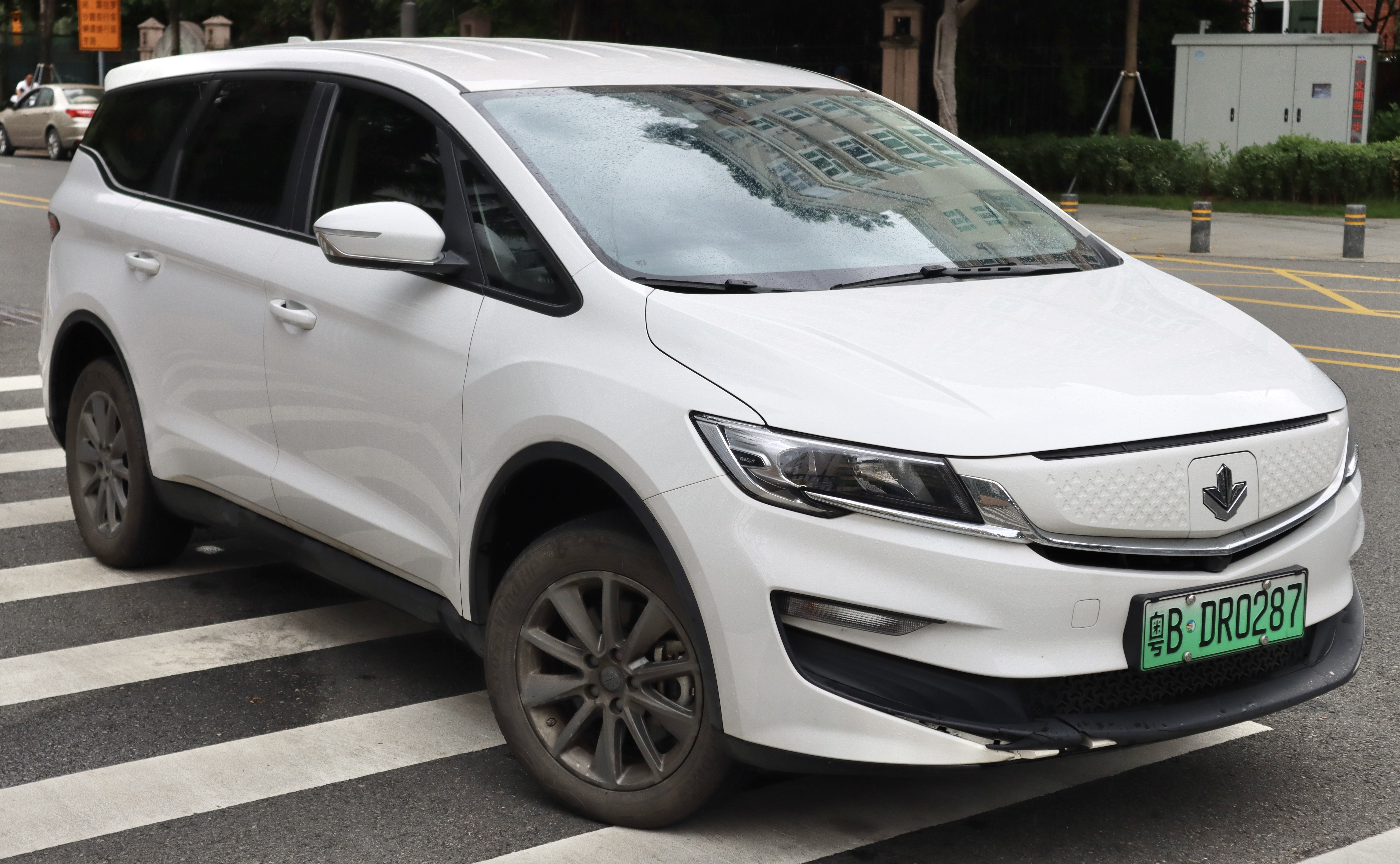
Livan X6 Pro (2023–теперішній час, лише експорт)  - Livan Maple 80V
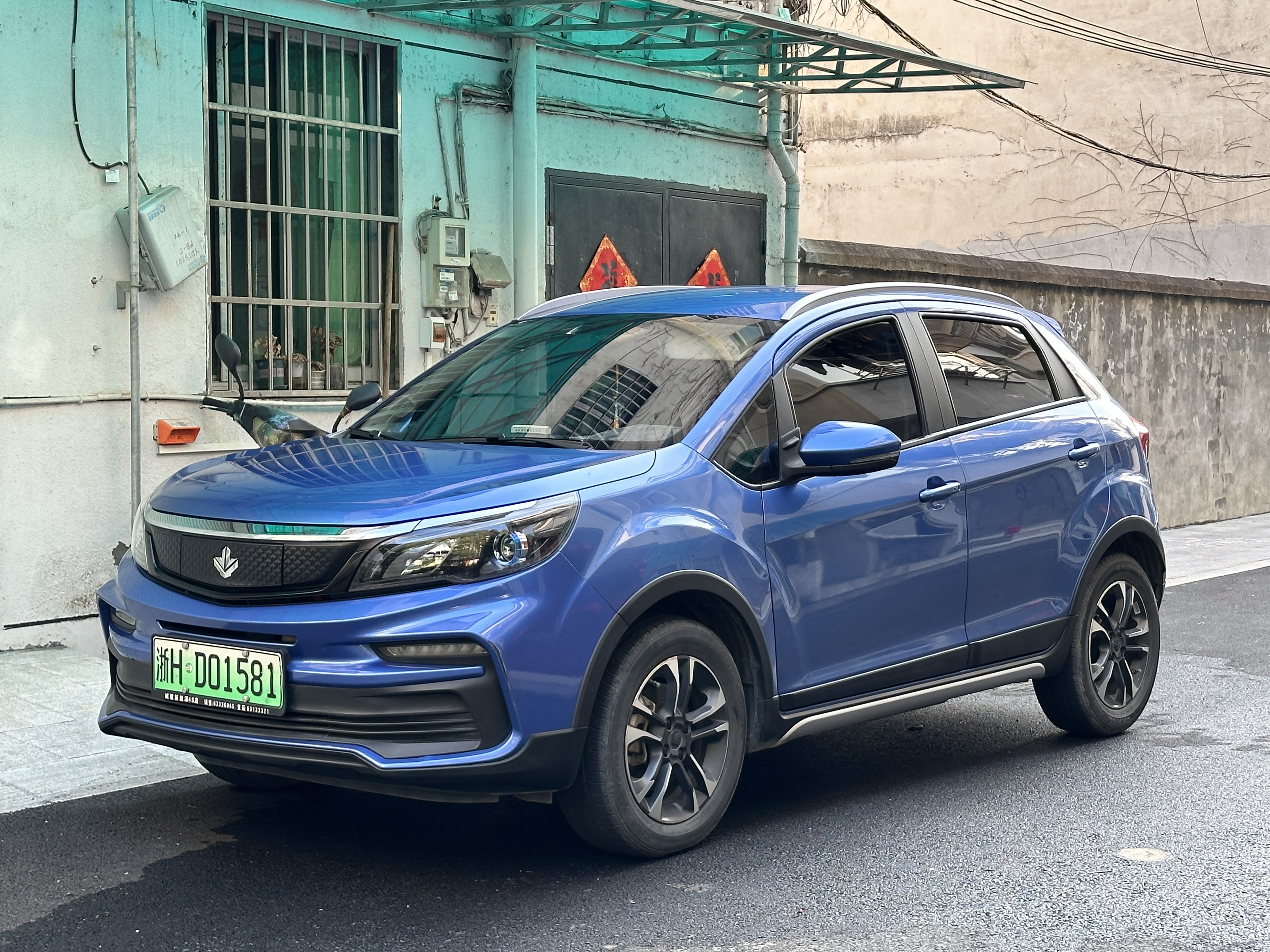
Livan Maple 30X
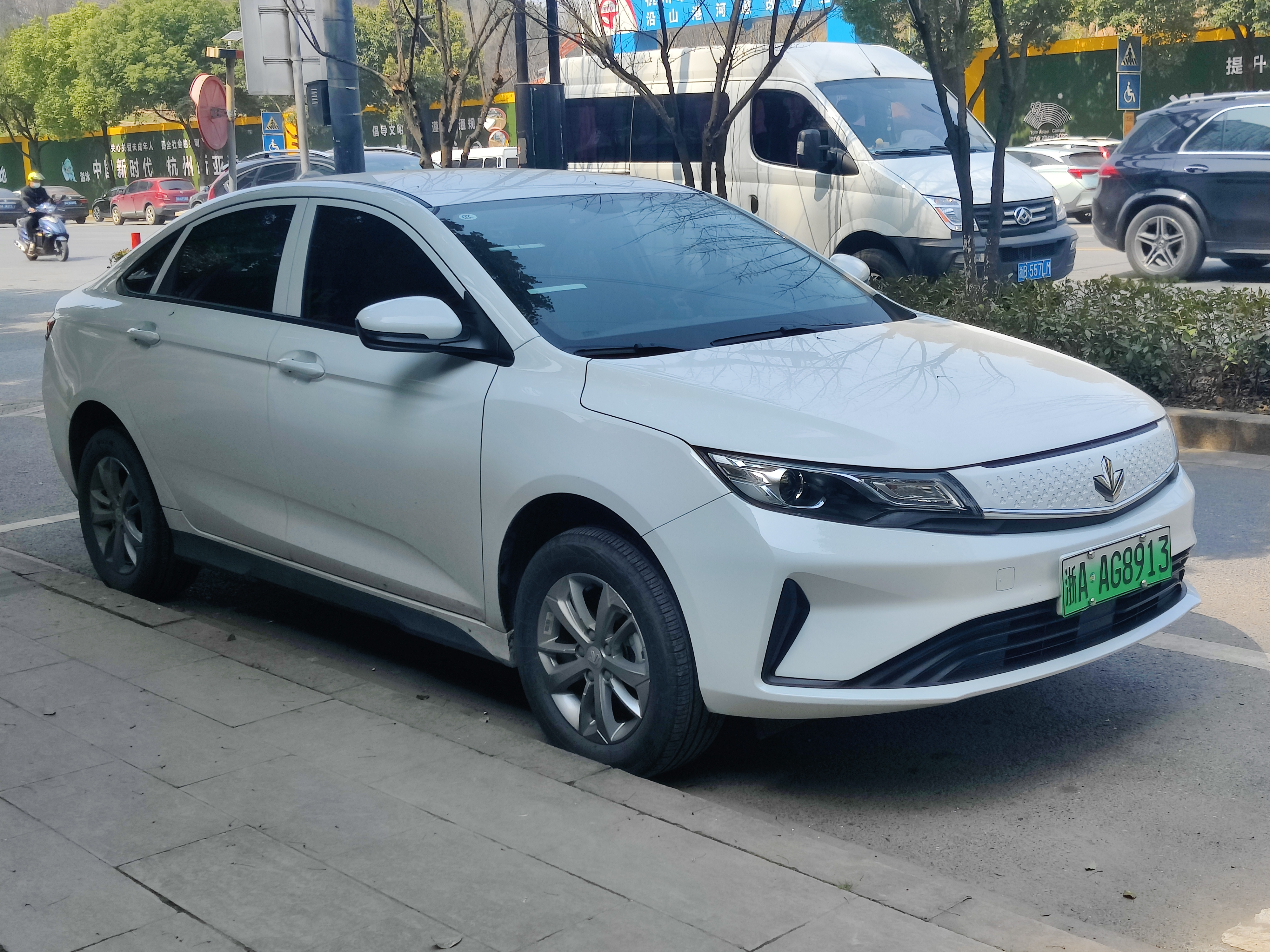
Livan Maple 60S
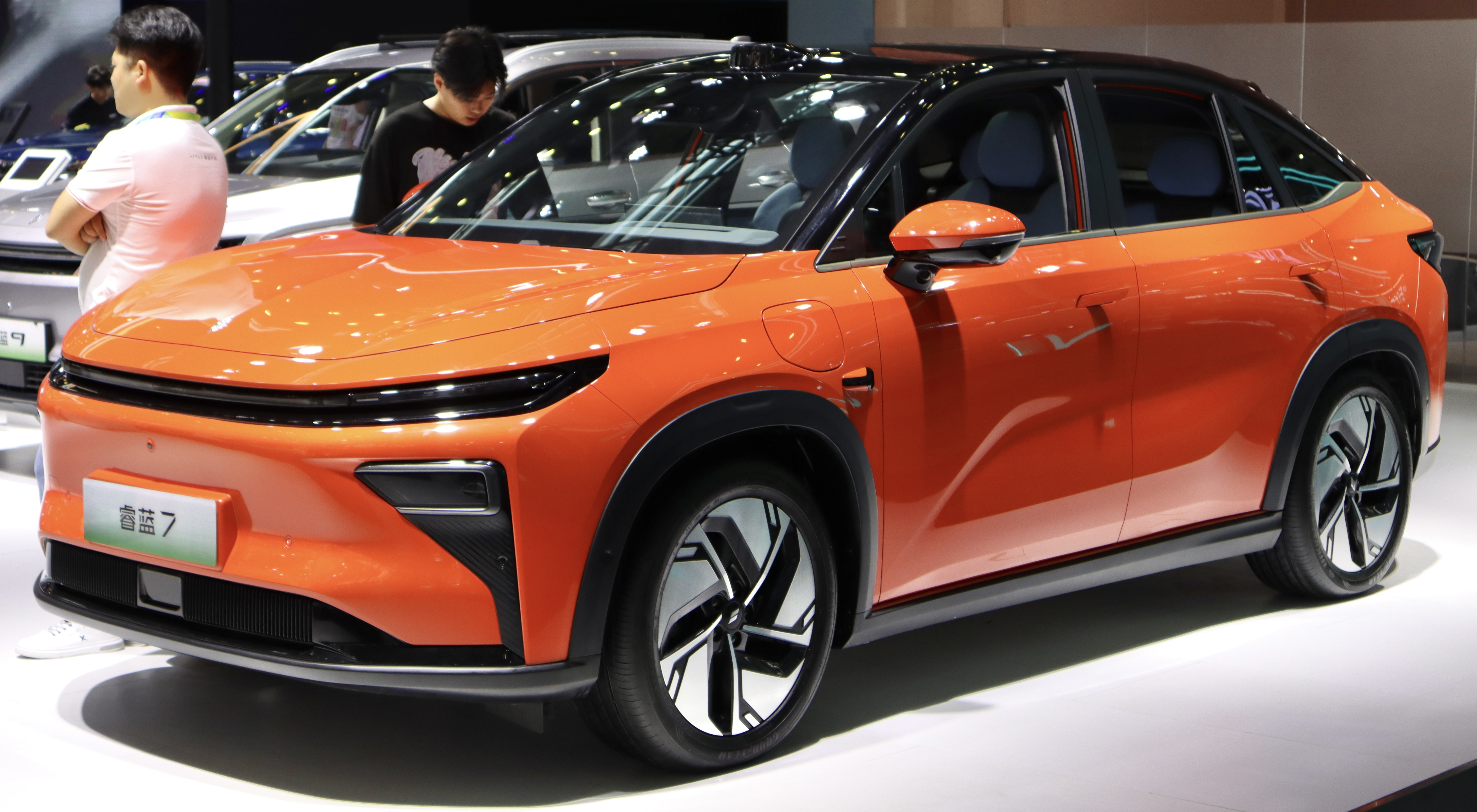
Livan 7
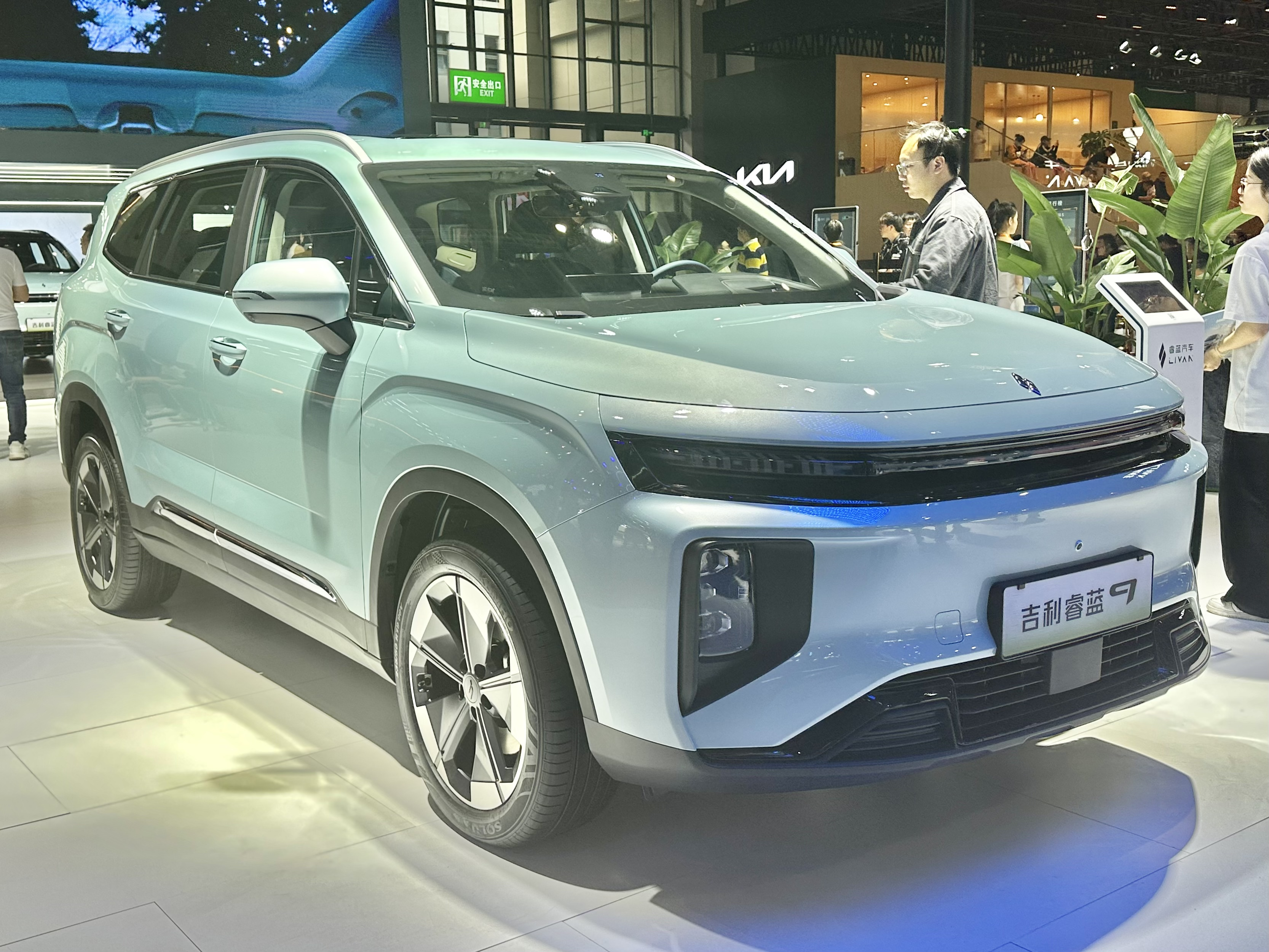
Livan 9
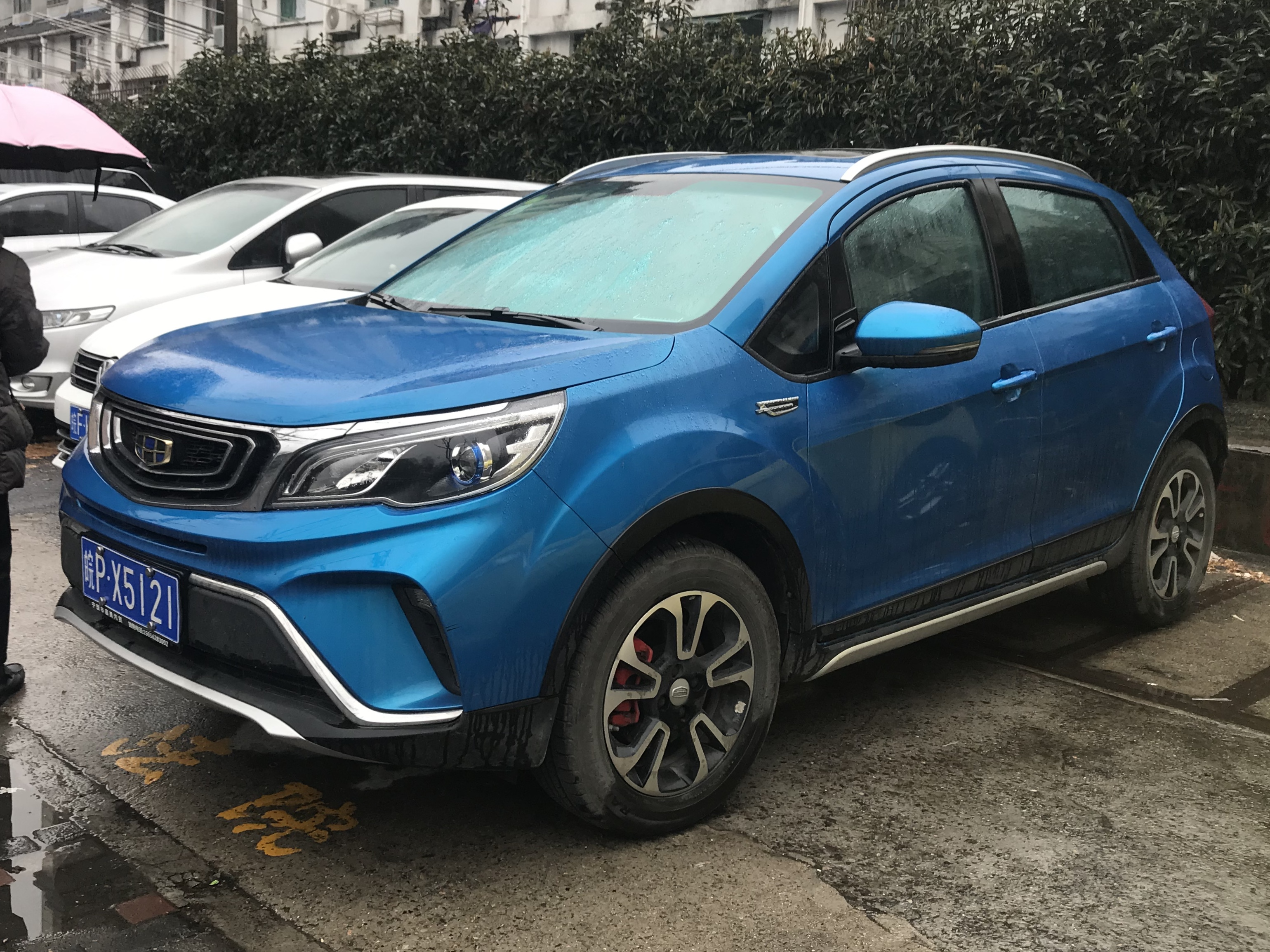
Livan X3 Pro
  - Livan Maple 30X
  - Livan Maple 60S
  - Livan 7
  - Livan 9
  - Livan X3 Pro